# Malhargarh
Malhargarh is een nagar panchayat (plaats) in het district Mandsaur van de Indiase staat Madhya Pradesh. 

## Demografie
Volgens de Indiase volkstelling van 2001 wonen er 7.349 mensen in Malhargarh, waarvan 51% mannelijk en 49% vrouwelijk is. De plaats heeft een alfabetiseringsgraad van 73%. 